# 너의 노래를 들려줘
《너의 노래를 들려줘》는 2019년 8월 5일부터 2019년 9월 24일까지 방영된 KBS 2TV 월화 미니시리즈이다. 원작은, 교보문고 독점연재관(現 톡소다) 공모전 당선작 '재워 드릴게요'이다.

## 기획 의도
살인사건이 있었던 그날의 기억을 전부 잃은 팀파니스트가 수상한 음치남을 만나 잃어버린 진실을 찾아가는 미스터리 로맨틱 코미디다.

## 등장 인물

### 주요 인물
- 연우진 : 장윤(장도훈) 역 (아역 : 김민준) - 미스터리 음치 알바생이자 파격적으로 오케스트라에 입단하는 객원 피아니스트. 이안의 형.
- 김세정 : 홍이영 역 (아역 : 박혜린, 김태연) - 별 볼일 없는 스펙에 배고픈 취준생 신세인 팀파니스트로 단순한 성격에 사랑지상주의자이지만 알고 보면 사연이 있는 캐릭터, 1년전 손에 들고 있던 칼로 찔러 이안을 죽음에 이르게 한 장본인. 제니와 은주의 친구. 수영의 사촌동생.
- 송재림 : 남주완 역 - 탁월한 쇼맨십과 매력적인 카리스마를 지닌 오케스트라 지휘자.
- 박지연 : 하은주 역 - 타고난 재능을 지닌 오케스트라 제2의 바이올리니스트, 썸의 여왕. 이영의 친구.

### 이영의 주변인물
- 박찬환 : 홍지섭 역 - 이영의 큰 아버지이자 수영의 아버지, 꽃집 '플라워아트' 운영
- 윤복인 : 박영희 역 - 이영의 큰 어머니이자 수영의 어머니, 꽃집 '플라워아트' 공동 운영
- 이시원 : 홍수영 역 - 신영대학병원 소아청소년정신과 닥터, 이영의 사촌언니, 영희와 지섭의 딸

### 장윤의 주변인물
- 정성모 : 장석현 역 - 나노 반도체 대표, 장윤의 아버지
- 김창회 : 최기상 역 - 나노 반도체 비서실장, 장석현의 비서

### 오케스트라 단원 및 동료
- 조미령 : 서수향 역 - 신영필 후원회장, 예림아트재단 이사장, 예림그룹 막내딸
- 이승형 : 고민중 역 - 신영필 대표
- 윤주희 : 윤미래 역 - 신영필 기획홍보실장
- 홍승희 : 양수정 역 - 신영필 기획실 과장, 유다
- 조유정 : 유제니 역 - 신영필 제2첼리스트, 이영의 절친
- 유건 : 마이클 리 역 - 신영필 수석 팀파니스트, 이영의 멘토
- 황효은 : 왕미향 역 - 신영필 수석 오보이스트
- 이정민 : 최서주 역 - 신영필 플루리스트
- 콘 : 조한석 역 - 신영필 바이올리니스트, 악장

### 그 외 인물
- 김상균 : 문재형 역 - 힙합 댄서 겸 바리스타, 이영의 전 남친
- 이병준 : 송재환 역 - 홍이영의 스승, 아시아 필하모닉 상임지휘자, 신영음대 교수
- 송영규 : 강명석 역 - 신영음대 기악과 정교수, 신영대학교 총장 사위
- 구본웅 : 윤영길 역 - 1년전 살인사건 있었던 그날 이영을 보고 쫓아온 남자, 주완에 의해 계단 난간에서 떨어져 사망.
- 황호진
- 김지은
- 오상원 : 오케스트라의 지휘자 역
- 이진목 : 대리운전 부른 손님 역
- 김주영
- 장명운
- 최나무 : 이영의 동기 역
- 이유진
- 박수민
- 박상우
- 오진하
- 김채원
- 최설 : 경찰 역
- 문창준 : 팀파니를 치우는 남자 역
- 강우제
- 박소영
- 이지민 : 은주가 레슨해주는 여학생 역
- 고정민
- 오재윤
- 김상철
- 박성인
- 박병욱
- 이채은 : 여학생 역
- 이채경 : 김수인 역 - 장윤의 어머니
- 이주실 : 복분 역 - 남주완의 할머니
- 은서라
- 나순상
- 박건락 : 경찰 역

### 단원
- 강보현
- 김경민
- 김명혜
- 김세린
- 나슬기
- 남태민
- 박소리
- 박예슬
- 서건우
- 송예슬
- 오서영
- 윤혜식
- 이동익
- 이루리
- 이상혁
- 이예은
- 이윤
- 이지형
- 이치훈
- 임정빈
- 장선정
- 정서훈
- 정유선
- 조재형
- 조효성
- 주해나
- 차은지
- 차이니
- 최고야
- 최진기
- 추태현
- 한초롬
- 황대연
- 황별
- 황보영

### 특별출연
- 김시후 : 김이안(장윤) 역 (아역 : 이유찬) (†) - 도훈의 동생, 피아니스트. 1년전 이영을 향해 질주하는 차를 피하려다 이영이 들고 있던 칼에 찔려서 사망.
- 정수영 : 공선미 역 - 자살 시도 한 신영필 소속 피아니스트
- 임지규 : 동식 역 - 이영의 맞선남

## OST
- Part. 1 : Stay With Me (Feat. 박준호) - 김남주 2019.8.12 발매
- Part. 2 : 너의 노래를 들려줘 - 오왠 2019.8.19 발매
- Part.3 : 어느 파란 밤 - 박지연 2019.8.26 발매
- Part.4 : Cry (Feat. SARAH) - 김연지 2019.9.2 발매
- Part.5 : 불면증 - 계범주 2019.9.9 발매
- Part.6 : 그리운 날엔 - 남주 2019.9.16 발매
- Part.7 : 눈부신 날 - 송지은 2019.9.23 발매

## 촬영지
- 반포대교
- 고양문화재단
- 엘림아트센터
- 692고기포차 대학로점
- 남산공원

## 시청률
최저 시청률과 최고 시청률은 시청률 조사회사와 지역별로 시청률에 차이가 있을 수 있습니다.
| 2019년      | 2019년      | 2019년         | 2019년         | 2019년       | 2019년 |
| 회차        | 방송일      | TNmS 시청률    | AGB 시청률     | AGB 시청률   |        |
| 회차        | 방송일      | 대한민국(전국) | 대한민국(전국) | 서울(수도권) |        |
| ----------- | ----------- | -------------- | -------------- | ------------ | ------ |
| 제1회       | 8월 5일     | 3.7%           | 2.7%           | %            |        |
| 제2회       | 8월 5일     | 4.0%           | 3.3%           | %            |        |
| 제3회       | 8월 6일     | 2.9%           | 2.8%           | %            |        |
| 제4회       | 8월 6일     | 3.4%           | 4.0%           | %            |        |
| 제5회       | 8월 12일    | 2.3%           | 2.2%           | %            |        |
| 제6회       | 8월 12일    | 2.5%           | 2.7%           | %            |        |
| 제7회       | 8월 13일    | %              | 2.4%           | %            |        |
| 제8회       | 8월 13일    | %              | 3.2%           | %            |        |
| 제9회       | 8월 19일    | %              | 2.3%           | %            |        |
| 제10회      | 8월 19일    | %              | 3.1%           | %            |        |
| 제11회      | 8월 20일    | %              | 2.4%           | %            |        |
| 제12회      | 8월 20일    | %              | 3.2%           | %            |        |
| 제13회      | 8월 26일    | %              | 2.3%           | %            |        |
| 제14회      | 8월 26일    | %              | 2.9%           | %            |        |
| 제15회      | 8월 27일    | %              | 3.2%           | %            |        |
| 제16회      | 8월 27일    | %              | 3.7%           | %            |        |
| 제17회      | 9월 2일     | %              | 2.5%           | %            |        |
| 제18회      | 9월 2일     | %              | 2.8%           | %            |        |
| 제19회      | 9월 3일     | %              | 2.4%           | %            |        |
| 제20회      | 9월 3일     | %              | 2.5%           | %            |        |
| 제21회      | 9월 9일     | %              | 2.8%           | %            |        |
| 제22회      | 9월 9일     | %              | 3.4%           | %            |        |
| 제23회      | 9월 10일    | %              | 3.0%           | %            |        |
| 제24회      | 9월 10일    | %              | 3.7%           | %            |        |
| 제25회      | 9월 16일    | %              | 2.7%           | %            |        |
| 제26회      | 9월 16일    | %              | 3.2%           | %            |        |
| 제27회      | 9월 17일    | %              | 3.3%           | %            |        |
| 제28회      | 9월 17일    | %              | 3.6%           | %            |        |
| 제29회      | 9월 23일    | %              | 3.0%           | %            |        |
| 제30회      | 9월 23일    | %              | 3.5%           | %            |        |
| 제31회      | 9월 24일    | %              | 3.6%           | %            |        |
| 제32회      | 9월 24일    | %              | 4.0%           | %            |        |
| 평균 시청률 | 평균 시청률 |                | 3.0%           |              |        |

## 수상
- 2019년 KBS 연기대상 K-드라마 한류스타상 - 김세정

## 같이 보기
- 대한민국의 텔레비전 드라마 목록
- 2019년 대한민국의 텔레비전 드라마 목록